# Pantaleon Alvarez

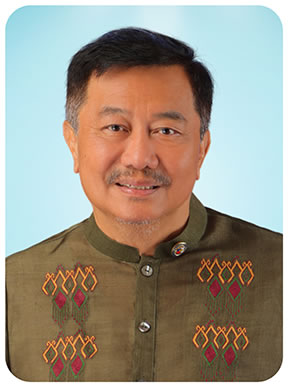
Pantaleon Alvarez

Pantaleon "Bebot" Alvarez (10 januari 1958) is een Filipijns politicus. Alvarez was van 1998 tot 2001 lid van het Filipijns Huis van Afgevaardigden. Van 2001 tot 2002 was hij waarnemend minister van transport en communicatie. Bij de verkiezingen van 2016 werd hij voor een vierde termijn van drie jaar gekozen als afgevaardigde. Tevens werd Alvarez door zijn collega's in het Huis gekozen tot Voorzitter van het Huis van Afgevaardigden.

## Biografie
Pantaleon Alvarez werd geboren op 10 januari 1958. Hij studeerde politieke wetenschappen aan de Far Eastern University en behaalde daarna in 1983 een bachelor-diploma rechten aan de Ateneo de Manila University. Tevens slaagde hij voor het toelatingsexamen (bar exam) van de Filipijnse balie. Aansluitend was Alvarez van 1984 tot 1986 actief als advocaat. Van 1987 tot 1992 werkte hij als staf medewerker voor senator Wigberto Tañada. Aansluitend werkte Alvarex voor Manila International Airport Authority (MIAA). Van maart 1995 tot september 1997 was hij senior assistant general manager en chief operating officer voor MIAA.
Bij de verkiezingen van 1998 werd Alvarex namens het 1e kiesdistrict van Davao del Norte gekozen in het Filipijns Huis van Afgevaardigden. In het Huis was hij vicevoorzitter van de Commissie voor transport en communicatie. In januari 2001 werd Alvarez benoemd tot waarnemend minister van Departement van Transport en Communicatie, een functie die hij bekleedde tot juli 2002. In 2005 werd Alvarez aangeklaagd voor corruptie bij een project in zijn periode als minister. Vijf jaar later werd hij echter vrijgesproken door het Sandiganbayan.
Bij de verkiezingen van 2016 werd hij voor een vierde termijn van drie jaar gekozen als afgevaardigde. Tevens werd Alvarez door zijn collega's in het Huis gekozen tot Voorzitter van het Huis van Afgevaardigden.

## Bron
- Xianne Arcangel, Duterte pal Alvarez comes out of retirement to wrest speakership, GMA News (25 juli 2016)